# Tealia coriacea
Tealia coriacea är en havsanemonart som först beskrevs av Cuvier 1798.  Tealia coriacea ingår i släktet Tealia och familjen Actiniidae. Inga underarter finns listade i Catalogue of Life.